# بينتي كونتولا
بينتي كونتولا (بالفنلندية: Pentti Kontula)‏ (4 سبتمبر 1930 – 13 يونيو 1987) هو ملاكم فنلندي راحل، مثّل بلاده في الألعاب الأولمبية الصيفية 1952.

## روابط خارجية
بينتي كونتولا على موقع أوليمبيديا (الإنجليزية)